# Fotbal Club Dacia Buiucani
Il Fotbal Club Dacia Buiucani è una società calcistica moldava con sede nella città di Chișinău, nel distretto di Buiucani. Milita nella Super Liga, la massima serie del campionato moldavo.

## Storia
Fondata nel 1997, è stata la squadra riserve del Dacia Chișinău fino al 2017, anno dello scioglimento di quest'ultima.

## Palmarès

### Competizioni nazionali
- Campionato moldavo di seconda divisione: 2

2022-2023, 2024-2025

### Altri piazzamenti
- Cupa Federației:

Terzo posto: 2020
- Campionato moldavo di seconda divisione:

Secondo posto: 2019
Terzo posto: 2021-2022

## Organico

### Rosa 2020
| N. |                     | Ruolo | Calciatore         |
| -- | ------------------- | ----- | ------------------ |
| 1  | Moldavia (bandiera) | P     | Dumitru Coval      |
|    | Moldavia (bandiera) | D     | Dumitru Bivol      |
|    | Moldavia (bandiera) | D     | Adrian-Ilie Popa   |
|    | Moldavia (bandiera) | D     | Gheorghe Spinu     |
|    | Moldavia (bandiera) | D     | Doru Calestru      |
|    | Moldavia (bandiera) | D     | Adrian Ciobanu     |
| 2  | Moldavia (bandiera) | D     | Ioan-Călin Revenco |
|    | Moldavia (bandiera) | D     | Ghenadie Ochinca   |
|    | Moldavia (bandiera) | D     | Sandu Mateescu     |
| 11 | Moldavia (bandiera) | D     | Dumitru Demian     |
| 18 | Moldavia (bandiera) | D     | Vadim Cravcescu    |
|    | Moldavia (bandiera) | D     | Vicu Bulmaga       |

| N. |                     | Ruolo | Calciatore        |
| -- | ------------------- | ----- | ----------------- |
| 93 | Moldavia (bandiera) | D     | Alexei Solomin    |
| 2  | Moldavia (bandiera) | C     | Roman Grancear    |
|    | Moldavia (bandiera) | C     | Gheorghe Suciu    |
|    | Moldavia (bandiera) | C     | Sergiu Gatmaniuc  |
|    | Moldavia (bandiera) | C     | Mikhail Tipac     |
| 21 | Moldavia (bandiera) | C     | Ion Gurulea       |
|    | Moldavia (bandiera) | C     | Teodor Lungu      |
|    | Moldavia (bandiera) | C     | Corneliu Cotogoi  |
|    | Moldavia (bandiera) | C     | Marius Iosipoi    |
|    | Moldavia (bandiera) | A     | Nicolae Nemerenco |
| 9  | Moldavia (bandiera) | A     | Vadim Crîcimari   |
|    | Moldavia (bandiera) | A     | Marin Caruntu     |